# Internationaler Deutschlehrerverband
Der Internationale Deutschlehrerinnen- und Deutschlehrerverband e. V. (IDV) ist ein 1968 gegründeter Dachverband für nationale Vertretungen von Deutschlehrern und Germanisten sowie von Sektionen oder Gruppen von Personen in multilingualen Verbänden, die sich in Unterricht, Lehre und Wissenschaft mit Deutsch als Fremdsprache beschäftigen. Mit 94 Mitgliedsverbänden aus 85 Ländern (Stand 2017) vertritt er die Interessen von 250.000 Deutschlehrern auf der ganzen Welt und hat seinen Sitz bei interDaF am Herder-Institut der Universität Leipzig.

## Ziele
Als Fachverband im Bereich der Fremdsprachen ist der IDV sowohl eine Interessenvertretung von Fachleuten, der Maßstäbe für neue Methoden und Ansätze vorgibt, als auch eine sprachenpolitische Vertretung, die die Positionierung des Faches und die internationale Stellung der Sprache beeinflusst. Dies geschieht unter anderem durch die in Art. 4 der Satzung festgehaltenen Ziele:
- die Unterstützung der Deutschlehrenden in ihrer beruflichen Tätigkeit und fachlichen Aus- und Fortbildung
- die Förderung einer angemessenen Stellung der deutschen Sprache
- die Zusammenarbeit zwischen Deutschlehrenden und Lehrer/inne/n anderer Sprachen
- die Weiterentwicklung des Faches Deutsch als Fremdsprache

## Entstehungsgeschichte
Fremdsprachenverbände gibt es seit Ende des 19. Jahrhunderts. Der erste Dachverband, der auf internationaler Ebene diese Vereine vernetzte, war die multilinguale „Fédération Internationale des Professeurs de Langues Vivantes“ (FIPLV – gegründet 1931), eine Vereinigung, aus welcher der IDV als erster monolingualer Dachverband hervorging. Bei der Gründungsversammlung waren alle vier deutschsprachigen Länder – Deutschland, Österreich, Schweiz, DDR – anwesend. Mit letzterer hatte die Statutenkommission bereits zur Zeit der Gründungsverhandlungen Kontakt aufgenommen, um deren Fachleute am internationalen Netzwerk teilhaben zu lassen, was die DDR als große Chance zur besseren Positionierung des Landes ansah, da sie damals völkerrechtlich noch nicht anerkannt war. Andererseits prägte dies in den ersten zwanzig Jahren die Geschichte des IDV, da er Lehrende einer Sprache vertrat, die in Ländern unterschiedlicher Gesellschaftsordnungen tätig waren. Seit den 1990er Jahren und besonders der Wiedervereinigung wird der IDV als einer der wichtigsten Verfechter des D-A-CH-Prinzips auf internationaler Ebene betrachtet.
Seit Oktober 2017 hat der IDV seinen festen Verbandssitz bei interDaF am Herder-Institut der Universität Leipzig.

## Mitgliedsverbände
Der IDV hat 94 zahlende Mitgliedsverbände aus 85 Ländern (Stand 2017). Grundsätzlich wird man in den IDV durch die Vertreterversammlung aufgenommen, die über einen schriftlichen Antrag zur Aufnahme entscheidet. Zur Aufnahme ist eine Zweidrittelmehrheit der anwesenden Stimmen notwendig. Alle IDV-Mitglieder unterliegen der Beitragspflicht.

## Tätigkeiten
Die Verbandsziele realisiert der IDV durch verschiedene Aktivitäten. Neben sprachenpolitischen Stellungnahmen sind dies internationale Veranstaltungen wie z. B. die Internationale Deutschlehrertagung und Publikationen, wie das periodische IDV-Magazin u. a. Die wichtigste Funktion des IDV aber ist es, ein Netzwerk anzubieten, in dem seine Mitgliedsverbände und Partnerorganisationen miteinander arbeiten können.

### Internationale Tagung der Deutschlehrerinnen und Deutschlehrer (IDT)
Die IDT findet meist in einem deutschsprachigen Land und alle vier Jahre statt. Der internationale Erfahrungsaustausch, der durch die einwöchige Tagung möglich wird, soll den Mitgliedsverbänden Anregungen geben, wie sie neue Lehr- und Lernstrategien entwickeln, sprachenpolitische Ansätze in der Praxis konkretisieren und dadurch Qualität und Stellung des Deutschunterrichts im eigenen Land verbessern können. Die vorletzte IDT fand 2013 in Bozen (Südtirol) statt, sie versammelte rund 2700 Teilnehmer aus der ganzen Welt und betrachtete den Deutschunterricht erstmals unter drei Aspekten: Deutsch als Muttersprache, Deutsch als Zweitsprache und Deutsch als Fremdsprache. Die letzte IDT fand 2017 in Freiburg im Üechtland (Schweiz) statt.

### Internationale Deutscholympiade (IDO)
Die Internationale Deutsch-Olympiade ist eine Veranstaltung des IDV, die alle zwei Jahre stattfindet und den olympischen Gedanken des Miteinanders in den Mittelpunkt stellt, die Motivation für das Deutschlernen erhöhen will und sich als Instrument zur Toleranz- und Friedenserziehung versteht. In den Richtlinien zur IDO formulierte der IDV als oberste Ziele die interkulturelle Begegnung und friedenspolitische Erziehung. Die Teilnehmer werden von den Deutschlehrerverbänden der Heimatländer in Absprache mit dem Goethe-Institut nominiert und sind die besten Deutschschüler, die kurz zuvor in den jeweiligen nationalen Olympiaden ermittelt wurden. 2014 nahmen je zwei Lerner aus 50 Ländern teil und konnten dabei ihre Sprachkenntnisse auf drei Niveaustufen (A2, B2 und C1) unter Beweis stellen.

### D-A-CH-L-Seminare
Das D-A-CH-Prinzip bedeutet für den IDV die grundsätzliche Anerkennung der Vielfalt des deutschsprachigen Raumes und die Bezugnahme auf mehr als ein Land der Zielsprache Deutsch im Rahmen des Unterrichts der deutschen Sprache, der Vermittlung von Landeskunde, der Produktion von Lehrmaterialien sowie der Aus- und Fortbildung von Lehrenden. Vor diesem Hintergrund wird alle zwei Jahre ein D-A-CH-L-Länderkunde-Seminar des IDV unter Berücksichtigung des Landes Liechtenstein als integriertes Landeskundeseminar der deutschsprachigen Länder durchgeführt. Am Seminar nehmen Lehrende aus 20 Ländern teil, die von ihren Verbänden nominiert werden.

## Kooperationen
Neben der engen Kooperation mit wichtigen Trägerinstitutionen des Deutschen als Fremdsprache wie dem Goethe-Institut, dem Österreich Institut, dem DAAD, der Zentralstelle für das Auslandsschulwesen, dem Bundesministerium für Unterricht, Kunst und Kultur, dem ÖSD u. a. arbeitet der IDV eng mit den Lehrstühlen für Deutsch als Fremdsprache an den Universitäten im deutschsprachigen Raum zusammen. Gleichzeitig pflegt er auch Partnerschaften mit Fachverlagen. Außerdem steht der IDV in engem Kontakt zur Internationalen Vereinigung für Germanische Sprach- und Literaturwissenschaft (IVG) und zum Europäischen Fremdsprachenzentrum (EFSZ) in Graz.